# Babiana unguiculata
Babiana unguiculata är en irisväxtart som beskrevs av Gwendoline Joyce Lewis. Babiana unguiculata ingår i släktet Babiana och familjen irisväxter. Inga underarter finns listade i Catalogue of Life.